# Tomáš Stúpala
Tomáš Stúpala (Bratislava, 5 maggio 1966) è un ex calciatore slovacco, di ruolo difensore.